# شیرین‌بلاغ (نیر)
شیرین‌بولاغ یک روستا در ایران است که در دهستان رضاقلی قشلاق واقع شده‌است. شیرین‌بلاغ ۵۷ نفر جمعیت دارد.
تنها خاندان اصلی خاندان حشمتی هستند 
یکی از اصلی ترین جاذبه های این روستا سد یامچی می باشد.